# Zuidkant
Zuidkant is een voormalig waterschap in de Nederlandse provincie Groningen.
Nadat de afwatering op de Zuidwending als gevolg van de aanleg van de weg van Veendam naar Nieuwe Pekela (de huidige N366) was gewijzigd, zag men zich genoodzaakt een nieuw schap op te richten. Een gebied ten zuiden van de Zuidwendingerhoofddiep werd om dit doel te bereiken onder bemaling gebracht. Een en ander kan het worden gezien als een verbetering van de slecht functionerende Havingapolder.
Waterstaatkundig gezien ligt het gebied sinds 2000 binnen dat van het waterschap Hunze en Aa's.